# Fakaleiti
Fakaleiti (tongaisch für „wie eine Dame“; synonym tangata fakafefine) oder kurz Leiti bezeichnet einen Mann im pazifischen Inselstaat Tonga, der sich in seiner geschlechtliche Verhaltensart sehr weiblich gibt und die Geschlechterrolle einer Frau annimmt.
Diese Form von männlichem Cross-Gender-Verhalten ist in Ozeanien traditionell weit verbreitet: In Hawaii und Französisch-Polynesien werden solche Männer als Māhū bezeichnet, im Inselstaat Samoa als Faʻafafine (gleichbedeutend mit Fakaleiti).